# Diyar Bakr

Mappa della Jazira (Alta Mesopotamia), con le sue province, in età medievale

Diyār Bakr ("Sedi dei Banu Bakr") è il nome arabo medievale della provincia più settentrionale delle tre province a nord-est della Giazira, delle quali le restanti due erano il Diyar Mudar e il Diyar Rabi'a. Secondo al-Baladhuri, tutte e tre le province furono così chiamate dopo che diversi gruppi tribali arabi vi s'insediarono all'epoca del Califfato dell'omayyade Muʿāwiya durante le conquiste musulmane che caratterizzarono il VII secolo.
Nel Diyar Bakr s'insediarono i B. Rabīʿa, che costituivano un sottogruppo dei Banu Bakr ed è per questo motivo che talora entrambe le province erano accomunate dallo stesso nome di "Diyār Rabīʿa". Nel più tardo uso turco, "Diyār Bakr" era riferito alla parte occidentale dell'antica provincia, attorno ad Amid (che per questo fu poi chiamata Diyarbakır (nell'attuale Turchia).
Il Diyar Bakr comprende la regione che si estende su ambo le sponde e l'alto corso del fiume Tigri, dalle sue sorgenti fino approssimativamente a dove il suo corso muta da una direzione O-E a una verso meridione. Il suo principale centro urbano era Amida (Amid, in lingua araba), oggi Diyarbakır e altri importanti cittadine erano Mayyafariqin, Hisn Kaifa e Arzan. Geograficamente e politicamente, nei primi periodi islamici, il Diyar Bakr faceva normalmente parte della Jazira, ma esso a volte era compreso nell'Emirato d'Armenia più a nord. Verso la fine del IX secolo, esso era sotto il controllo della dinastia semi-autonoma fondata da 'Isa ibn al-Shaykh al-Shaybani. A metà del X secolo, la regione passò nelle mani degli Hamdanidi, ma il loro governo fu conteso dai Buwayhidi (978–983) e in seguito dai Marwanidi. L'Emirato marwanide governò la regione per circa un secolo, prima che essa fosse annessa al Sultanato selgiuchide nel 1084–1085.
A seguito del collasso dei Selgiuchidi dopo il 1092, una serie di piccoli Emirati s'insediò nella regione, con gli Artuqidi di Mardin in maggior evidenza. A fine XII secolo, la provincia cadde sotto il controllo ayyubide, e a metà del XIII secolo essa fu divisa tra gli Ayyubidi a est e i Selgiuchidi di Rum a ovest, intorno ad Amid.
Verso il 1260, la regione fu conquistata dai Mongoli, che consentirono ai loro governanti di proseguire nella loro opera come loro vassalli. Nel XIV secolo il Diyar Bakr fu conquistato dagli Ak Koyunlu, che si scontrarono con i Kara Koyunlu e gli ultimi Emiri ayyubidi. Ai primi del XVI secolo fu la volta dei Safavidi, prima che il controllo fosse assunto dagli Ottomani nel 1516.